# Eerste Stadhouderloze Tijdperk
Het Eerste Stadhouderloze Tijdperk is een veelgebruikte naam voor een periode in de geschiedenis van de Republiek der Zeven Verenigde Nederlanden (van 1588 tot 1795), waarin over de gewesten Holland, Zeeland en Utrecht (van 1650 tot 1672) en Gelre en Overijssel (van 1650 tot 1675) geen stadhouder werd benoemd. De gewesten Friesland, Stad en Lande en Drenthe hadden wel een stadhouder en hebben dus in deze tijd geen stadhouderloos tijdperk gekend. Andere grondgebieden die tegenwoordig tot Nederland horen, zoals Brabant en Limburg, kende eveneens een bestuurdersloze periode. De benaming werd door de historicus Hugenholz in 1962 het gevolg van "Hollandocentrisme" genoemd en als verouderd beschouwd.

## De politieke verhoudingen tijdens het Eerste Stadhouderloze Tijdperk

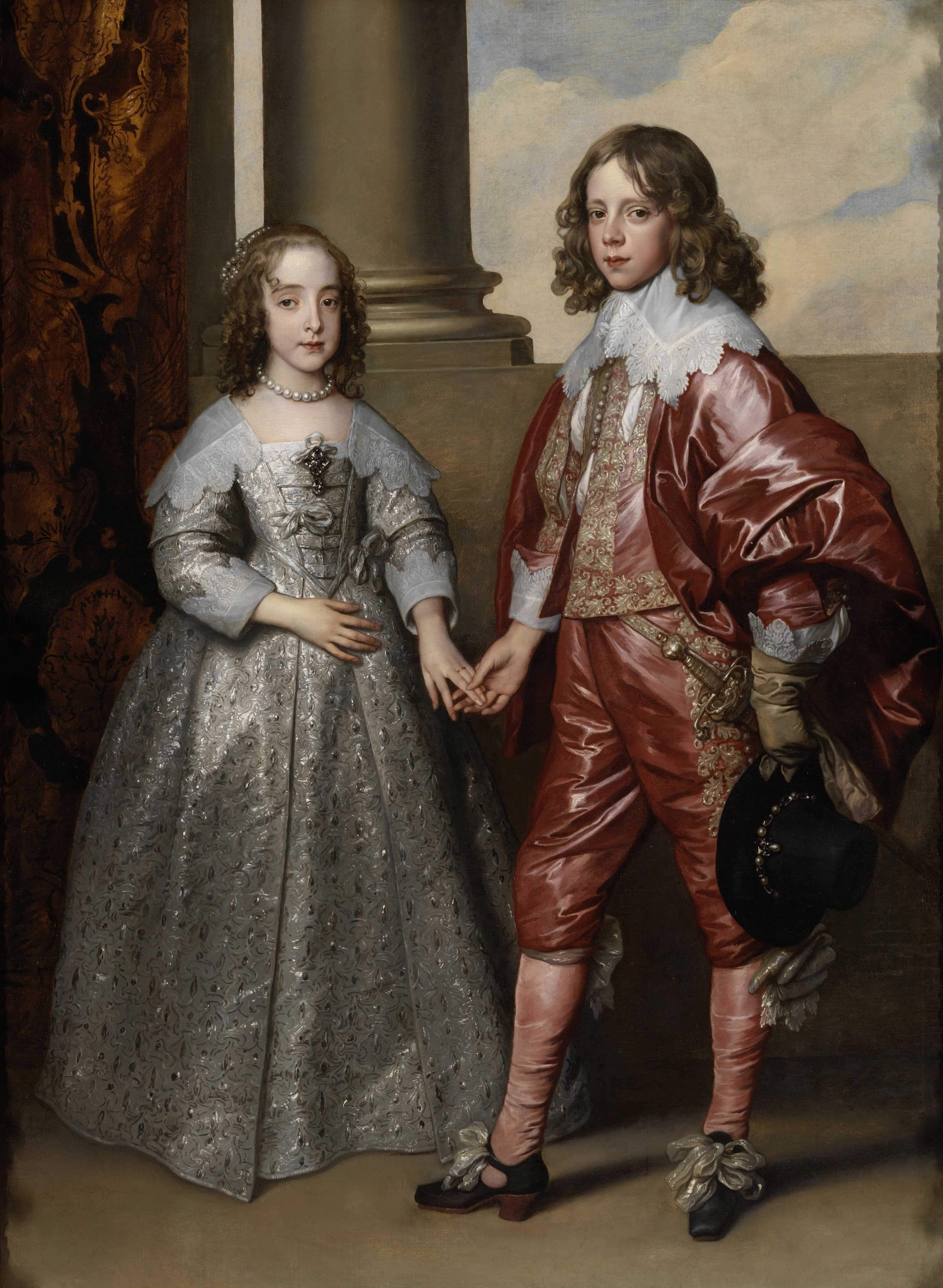
Willem met zijn bruid Maria Stuart door Antoon van Dyck

Het Eerste Stadhouderloze Tijdperk begon na het overlijden van Willem II van Oranje-Nassau. Hij was met Maria Henriëtte Stuart, de dochter van de Engelse koning Karel I, getrouwd. Zijn zoon Willem III werd acht dagen na de dood van zijn vader geboren. Voor enkele regenten was dit een uitgelezen kans om zich van het instituut stadhouder te ontdoen. Willem II had vlak voor zijn dood door een staatsgreep een militaire dictatuur gevestigd en de leiders van de regenten in Slot Loevestein laten opsluiten, in de Republiek het gebruikelijke gevang voor politieke gevangenen. De periode er na kreeg dan ook later als bijnaam de Ware Vrijheid.
De groep die voor de regenten was noemde men de "Loevesteiners" of de "Staatsen". Die bestond voornamelijk uit de gegoede burgerij. Veel mensen uit de adel, de ambachtslieden en het gewone volk waren echter op de hand van Oranje en vormden de orangisten of "prinsgezinden". Achter deze tweedeling gingen heel veel tegenstellingen schuil die er echter niet precies mee samenvielen. Friesland en Zeeland verzetten zich tegen de dominante positie van Holland en waren dus meestal voor Oranje. Aan de andere kant steunden ze als "kustprovincies" Holland in het verdedigen van hun handelsbelangen tegen de "landprovincies" die veel meer op de landbouw gericht waren. Er was ook een religieus onderscheid: de regenten waren gematigd calvinistisch, de ambachtslieden waren streng puriteins en zagen de stadhouders als kampioenen van de Ware Religie. In dit opzicht echter sloot de adel, die vaak nog katholiek was, zich bij de tolerante regenten aan. De kustgewesten van de Republiek vormden echter een uitzondering ten opzichte van de rest van Europa waar de welvaart vrijwel direct op de landbouw gebaseerd was. Daar had de adel het meeste geld in handen door de boeren te belasten; dat geld gaf men dan weer uit in de steden en zo bestond er een natuurlijk bondgenootschap tussen adel en burgerij. Maar in Holland en Zeeland werd het meeste geld binnengebracht door de overzeese handel. De stadhouders konden het zich dus veroorloven de spanningen tussen stad en platteland en tussen rijke burgers en de arme massa te gebruiken om hun politieke macht te vergroten. Daar kon men echter ook weer niet te ver in gaan want dan zouden de kooplieden hun biezen pakken en elders een nieuw handelsimperium opzetten, zoals in 1585 de handel zich verplaatst had van Antwerpen naar Amsterdam en Middelburg. Het is dan ook typisch voor de Republiek dat men zich zeer sterk matigde in het gebruik van geweld. Het bleef meestal bij een symbolische geweldtoepassing, die zich zelden tegen de kooplieden zelf richtte. Als Kop van Jut fungeerden de regenten, die eigenlijk een soort erfelijke stadsadel vormden, verdeeld in verschillende facties — die soms op de hand van Oranje waren als dat zo uitkwam. In het uiterste geval ontlaadden spanningen zich door van een weinig geliefde regent de dure huisraad kort en klein te slaan en op straat of in de gracht te werpen. Op hun beurt matigden de regenten zich in de ordehandhaving. In andere landen was het normaal om bij ieder opstootje de voornaamste oproerkraaiers te hangen, wurgen of radbraken; in de Republiek beperkte men zich meestal tot boetes of de schandpaal. Evenzo werden na een machtswisseling de tegenstanders niet uitgemoord, zoals elders te doen gebruikelijk.
Door de dood van Willem II waren de orangisten hun natuurlijke leider kwijt en ze begonnen onderling strijdend in facties uiteen te vallen. Sommigen verzamelden zich rond de weduwe van Frederik Hendrik, Amalia van Solms, anderen steunden Maria Stuart, velen de stadhouder van Friesland en Groningen (en Drenthe), Willem Frederik van Nassau-Dietz. Dit zou door de regenten gebruikt worden om hun positie te versterken maar het duurde door de zeer verwarde binnen- en buitenlandse toestand even voordat de verhoudingen zich gestabiliseerd hadden.

## Eerste Engelse Oorlog

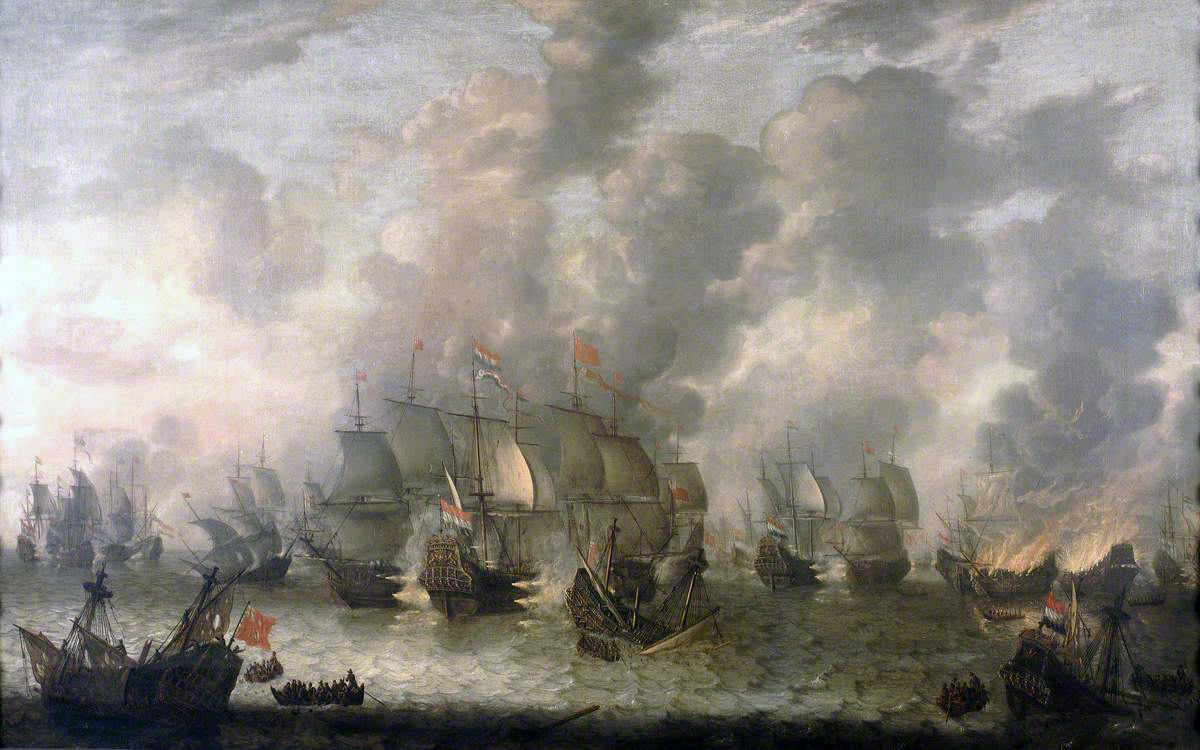
De Slag bij Ter Heijde, 10 augustus 1653. Jan Abrahamsz. van Beerstraten, 1654, de beslissende slag in de Eerste Engelse Oorlog.

Het ontbreken van een eenhoofdig leiderschap in de Republiek der Zeven Verenigde Nederlanden in de jaren na de dood van de stadhouder maakte vooral de buitenlandse politiek weinig slagvaardig. Het bleek vrijwel onmogelijk om tot een eenduidig helder beleid te komen. In 1651 probeerde de Engelse Commonwealth, onder leiding van Oliver Cromwell, de vele twistpunten met de Republiek op het gebied van handel en politiek op te lossen door een unie of althans een bondgenootschap tussen beide staten aan te gaan. Cromwell dacht dat, nu zowel Engeland, na de Engelse Burgeroorlog, als de Republiek hun dominante adellijke heerser kwijt waren, ze eenvoudiger samen konden werken. Deze gevoelige zaak werd door de Staten van Holland zo onbeholpen aangepakt dat het Engelse gezantschap Den Haag zwaar beledigd verliet, na maandenlang door een orangistische meute belegerd te zijn. Woedend over deze behandeling van hun vertegenwoordigers besloot het Engelse Parlement de Akte van Navigatie aan te nemen, een wet die handel van buitenlandse schepen naar Engeland beperkte en die vooral tegen de Nederlanders gericht was. Op dat moment begonnen de handelsbelangen van de handelssteden en de politieke belangen van de orangisten, die met de Engelse Royalisten in ballingschap verbonden waren, samen te vallen. In 1652 ontstond dan ook de Eerste Engelse Oorlog (1652-1654). Een poging die nog op het nippertje te voorkomen, door raadpensionaris Adriaan Pauw, mislukte.
Toen de oorlog eind 1652 door de Slag bij de Singels in het voordeel van de Republiek verliep, wist Pauw dat niet tijdig om te zetten in een gunstige vrede. De regenten onder leiding van Cornelis de Graeff schoven in 1653 de jonge en zeer intelligente Johan de Witt naar voren als hun leider. Hij werd raadpensionaris van de Staten van Holland en hij trok steeds meer macht naar zich toe. Doordat Holland het merendeel van de kosten van vloot en leger opbracht, zagen de andere gewesten zich meestal gedwongen de Hollandse politieke lijn te volgen. Intussen was het oorlogstij weer gekeerd en versloegen de Engelsen de Staatse vloot in de Driedaagse Zeeslag en de Zeeslag bij Nieuwpoort. De Engelsen begonnen een blokkade van de Nederlandse kust. Dit leidde tot grote onrust bij de bevolking, want handel en visserij lagen stil en de voedselprijzen explodeerden. In Zeeland en West-Friesland namen in verschillende steden de orangisten de macht over. Door de Slag bij Ter Heijde werd de blokkade echter gebroken en keerde de rust langzaam weer. In die slag sneuvelde ook de orangistische admiraal Maarten Tromp en de bevolking geloofde niet meer in de eindoverwinning in de oorlog, wat vooral de orangisten schaadde want die waren er de grootste voorstanders van geweest.
In 1654 sloot Johan de Witt de Vrede van Westminster (1654) met Engeland, door een geheim bijvoegsel te aanvaarden, de Akte van Seclusie. In deze akte beloofden de Staten van Holland dat zij nooit meer een nakomeling van Willem II tot stadhouder van Holland zouden kiezen, dit voornamelijk om Oliver Cromwell tegemoet te komen. Hij had immers koning Karel I van Engeland afgezet en laten onthoofden, wiens dochter Mary getrouwd was met stadhouder Willem II, waarvan zij een zoon gebaard had. Cromwell vreesde dat een oranjeheerser de Stuarts weer op de troon zou kunnen brengen. De Witt wist dat de andere provincies zo'n bepaling niet zouden accepteren. Het vredesoverleg dreigde dan ook in een impasse te komen als hij de geheimhoudingstruc niet zou gebruiken. De Staten Generaal ratificeerden het verdrag zonder zich van de geheime akte bewust te zijn. Engeland was bereid te ratificeren nadat de Staten van Holland de Akte aanvaard hadden. In de Republiek vonden velen — het geheim kon niet al te lang bewaard blijven — dat de clausule verdacht veel in het voordeel van De Witt uitwerkte, wiens vader Jacob de Witt door Willem II vervolgd was. Men uitte dan ook openlijk de verdenking dat hijzelf de bedenker van de Akte van Seclusie zou zijn. Met veel moeite wist De Witt hem aanvaard te krijgen, maar wel ten koste van nieuwe onrust. De Witt stond een strenge onderdrukking van de ongeregeldheden voor (dat wil zeggen: met toepassing van de doodstraf), maar vrijwel geen enkele vroedschap durfde of wilde daartoe overgaan.

## De Republiek als Grote Mogendheid
De oorlog tegen Engeland was vooral verloren doordat Willem II alle aandacht had gericht op het landleger — hij wilde een nieuwe oorlog tegen Spanje om ook de Zuidelijke Nederlanden te veroveren — terwijl de vloot verder verwaarloosd werd. Deze politiek werd door De Witt omgekeerd en zijn bewind kenmerkt zich door een sterke gerichtheid op de zeemacht, hoewel het leger ook in deze periode altijd meer geld heeft ontvangen. Om de nieuwe vrede te kunnen blijven handhaven werd de "Nieuwe Marine" geschapen, een professionele kern van zestig nieuwe schepen met zestig kapiteins in vaste dienst. In korte tijd was de Republiek weer een vooraanstaande maritieme natie geworden. De uitbreiding van de vloot ging ten koste van het landleger: het veldleger werd tot een minimum teruggebracht, de garnizoenen verkleind en de vestingwerken verwaarloosd.
Deze machtige marine moest echter wel onder controle van het Staatse regime blijven. De Witt probeerde dan ook een politiek betrouwbaar geacht man als opperbevelhebber van de vloot te benoemen. Dat bleek niet eenvoudig. Viceadmiraal van Holland en Westfriesland Witte de With was zo'n man maar tegelijkertijd een te labiele persoonlijkheid om door de vloot aanvaard te kunnen worden. De Zeeuwse viceadmiraal Johan Evertsen was een vurige oranjeklant. Commandeur Michiel de Ruyter weigerde de positie. Uiteindelijk beval De Witt zijn medestander kolonel Jacob van Wassenaer Obdam om luitenant-admiraal te worden.
Haar zeemacht stelde de Republiek in staat de rol van Grote Mogendheid te spelen. Dat gebeurde vooral in de koloniën. Toen Portugal weigerde het in 1654 verloren gegane Nederlands-Brazilië terug te geven, werd het land in 1656 de oorlog verklaard en Ceylon werd veroverd. Ook in de Oostzee trad de Republiek hard op. Het overgrote deel van haar handel werd gedreven met de Oostzeestaten. De Sont vormde de toegangspoort tot deze landen. In 1655 begon Karel X van Zweden aan een reeks zogenaamde Noordse Oorlogen tegen onder andere Polen en Denemarken. In 1656 ontzette de Nederlandse vloot de belangrijkste Oostzeehaven Danzig en ondermijnde daardoor Karels positie in Polen. In 1658 viel hij Denemarken aan dat tot die tijd beide zijden van de Sont in handen had. Door de belegering van Kopenhagen dreigde het tolvoordeel in de Sont te vervallen — dat de Republiek in 1649 aan Denemarken opgedrongen had in ruil voor een bijstandsverdrag — ten gunste van de Engelsen, Zwedens bondgenoot. Om deze begunstigingsclausule veilig te stellen werd luitenant-admiraal Obdam met een vloot uitgezonden om, in zijn woorden, "Kopenhagen te redden en iedereen op hun bakkes te slaan die ons dat willen beletten". Na het ontzet van Kopenhagen door de Slag in de Sont assisteerde de Republiek in 1659 in het bevrijden van de Deense Eilanden en werd in Den Haag het Haags Concert getekend, waarmee de verhoudingen waren hersteld.
De buitenlandse politiek werd ondersteund door een binnenlandse politiek van eendracht tussen de provincies onderling en de verschillende standen. Dit probeerde men te bewerkstelligen door een openlijk uitgedragen ideologie van republicanisme die de oude bindende factor die het Oranjehuis gevormd had, zou moeten vervangen. Als ideaal nam men de oude Romeinse Republiek, waarnaar de term "Ware Vrijheid" ook verwees. Het Romeinse Rijk, zo meende men, was ten onder gegaan toen de oude Romeinse deugden werden vervangen door de willekeur van de keizerlijke heerschappij. Die fout moest men nu vermijden en er mocht nooit meer zo'n pseudomonarchie komen als er onder de stadhouders geweest was. De nauwe band tussen het lagere volk en de Oranjes werd de regenten als schrikbeeld voorgehouden.
Dit verhaal vond slechts zeer ten dele weerklank; ook veel regenten bleven Oranjegezind. Johan de Witt probeerde het zo geloofwaardig mogelijk te maken door in ieder geval de indruk te vermijden dat in feite hijzelf de ware heerser in de staat was. Hij vermeed enig persoonlijk gewin te behalen uit zijn functie en trachtte een toonbeeld van volmaakte onkreukbaarheid te zijn. In een tijd dat vrijwel elke koning omkoopbaar was en iedereen haast vanzelfsprekend zijn positie misbruikte om zich te verrijken, maakte De Witt grote indruk door zijn integriteit. Ook hij echter voerde een machtspolitiek door zijn aanhangers op de belangrijkste functies benoemd te krijgen en hij kon het zich niet veroorloven de gebruikelijke kuiperijen (het toewijzen van bestuursfuncties binnen de eigen kring) van de regentenfamilies in de steden aan te pakken want dan zou hij zich van zijn machtsbasis vervreemden. Zijn tegenstanders schilderden hem daarom als hypocriet af en er was een grote groep ontevredenen in de middenklasse bestaande uit mannen die zich in hun carrière belemmerd zagen.
Ook het lagere volk was niet geheel tevreden. Weliswaar bereikte de Republiek onder De Witt haar hoogste welvaartsniveau — het zou tot ver in de twintigste eeuw duren voordat de inkomens weer een overeenkomende reële koopkracht zouden bereiken — maar de razendsnelle groei uit de periode 1590-1652 was nu voorbij. Dat kon ook haast niet anders want die groei was grotendeels bereikt door het overnemen van de meest winstgevende onderdelen van de wereldhandel. Een verdere snelle uitbreiding was onmogelijk geworden want men had daarvan nu het beste al in handen en de wereldhandel als geheel nam maar langzaam toe. Ook de nijverheid kon om gelijksoortige redenen geen verdere afzet vinden.

## Tweede Engelse Oorlog

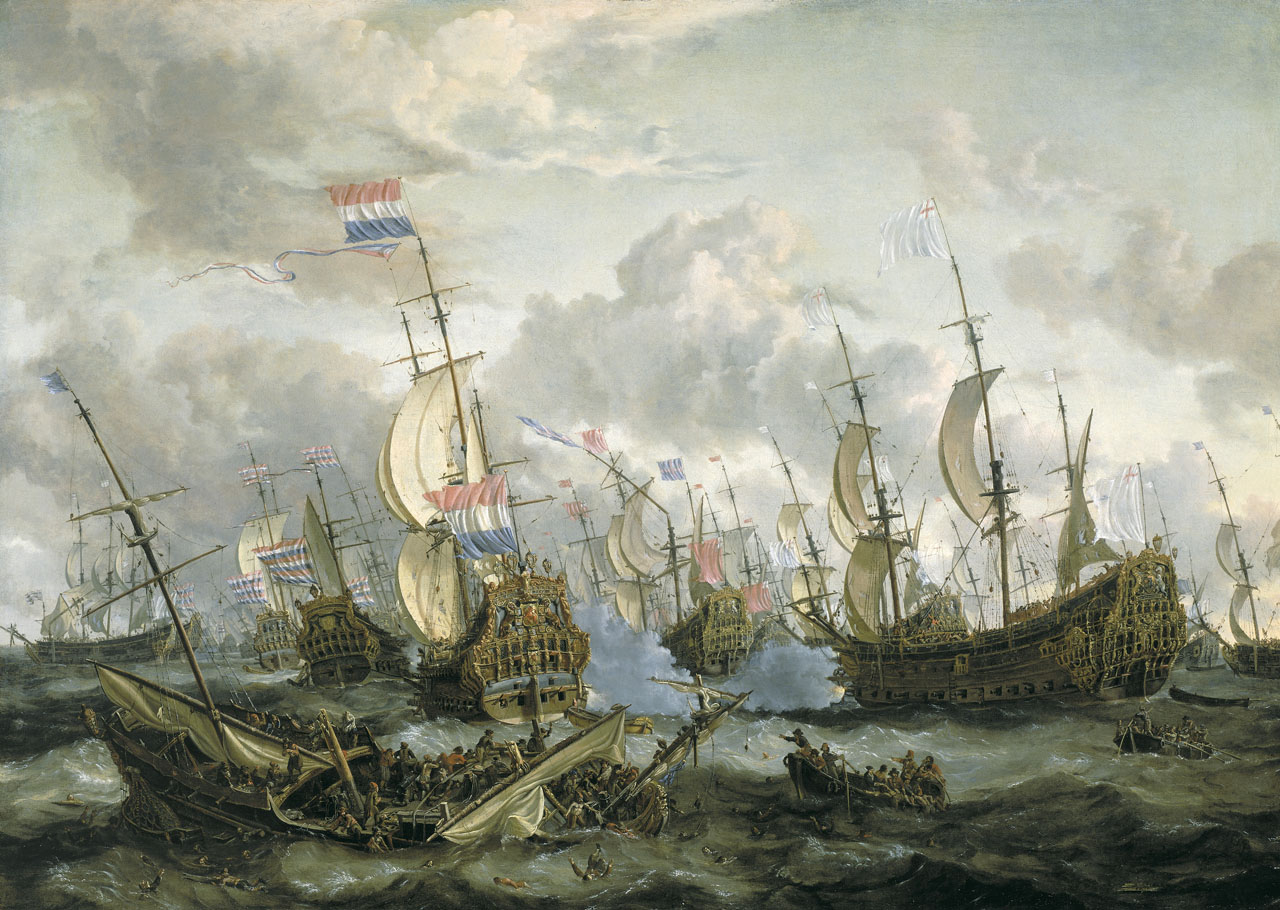
Michiel de Ruyter verslaat op De Zeven Provinciën de Engelse vloot, 14 augustus 1666

De Republiek had haar opgang slechts te danken aan de strijd tegen de Spaanse Habsburgers, op wie veel koloniën en handelsroutes veroverd waren, en het samenvallen van de belangen van de Republiek met die van Engeland en Frankrijk, die ook vijanden van de Habsburgers waren. Na de neergang van Spanje kwam aan dit de facto bondgenootschap geleidelijk einde. Het eerste teken daarvan was de Eerste Engelse Zeeoorlog geweest, die echter nog door Cromwell uit anti-katholieke overwegingen beëindigd werd. Oorlog met een andere protestantse mogendheid wilde hij zo veel mogelijk vermijden. Door de Engelse Restauratie kwam echter in 1660 weer het Huis Stuart aan de macht, dat pro-katholiek was en niet de minste scrupules had over het aanvallen van buurlanden om de eigen rijkdom te vergroten. De nieuwe koning Karel II van Engeland had daarbij nog persoonlijk een appeltje met het Staatse bewind te schillen omdat men hem de toegang tot de Republiek tijdens zijn ballingschap in de Zuidelijke Nederlanden ontzegd had. De Witt probeerde, toen de vooruitzichten van Karel op de troon in 1659 sterk verbeterden, alsnog in allerijl de toekomstige koning aan zich te verplichten door Nederlandse steun toe te zeggen. Karel wendde hierop een vernieuwde vriendschap voor; toen hij via Den Haag reizend naar zijn rijk terugvoer liet hij zich door de Staten-Generaal fêteren, waarbij beide partijen vele mooie woorden spraken over de toekomstige vreedzame samenwerking. In werkelijkheid probeerde Karel na thuiskomst vrijwel meteen de Republiek te destabiliseren. Een zeer machtig instrument daartoe vormde zijn neefje Willem.
Ter gelegenheid van de Restauratie (van de Engelse monarchie in 1660) verklaarden de Staten van Holland dat de Acte van Seclusie niet meer geldig was: die was immers gesloten met het toen afgeschafte Engelse Gemenebest van Cromwell. Onmiddellijk probeerden daarop Willems moeder Mary en zijn grootmoeder Amalia om de Staten van de verschillende provincies tot de designatie, de aanwijzing, van Willem als toekomstige stadhouder te bewegen. Die poging mislukte maar in één keer werd de stemming in het land sterk pro-Oranje. De Staten van Holland besloten daarom de opvoeding van Willem in eigen hand te nemen om hem voor te bereiden op een mogelijke toekomstige staatstaak. Dit was op zich al een ernstige nederlaag voor De Witt. De situatie werd nog meer precair toen Mary eind 1660 stierf en haar positie als medevoogdes vermaakte aan haar broer Karel II. De Engelse koning gebruikte dit om zijn invloed in de Republiek te versterken. Hij verbood een verdere staatsopvoeding. Willems gouverneur Frederik van Nassau, de Heer van Zuylestein, ging in 1661 voor Karel werken, als deel van het netwerk van pro-Engelse agenten dat ambassadeur George Downing opgezet had. Zuylestein liet Willem brieven schrijven aan zijn oom, hem smekend zijn positie te verbeteren. Karel had hiermee een voorwendsel om druk te zetten op de Staten van Holland. In de eerste jaren probeerde men zo veel mogelijk om Karel gunstig te stemmen door het geven van zeer dure cadeaus en het sluiten van het verdrag van 1662 waarbij de Republiek zich zo nederig als mogelijk was opstelde. Dit was echter niet voldoende om de verlangens van de Engelse elite te bevredigen, vooral van de kliek hovelingen die zich rond Karels broer James gevormd had (de toekomstige Jacobus II van Engeland): het Kabaal. In 1664 probeerde James om de bezittingen van de West-Indische Compagnie eenvoudigweg in te nemen, in de hoop dat de Republiek dit gewoon toe zou staan. De Witt besloot echter dat hij niet meer over zich heen liet lopen, liet Michiel de Ruyter de bezittingen in West-Afrika heroveren en begon aan een campagne om de koloniën in Amerika weer zeker te stellen. In februari 1665 verklaarde Karel daarom de oorlog. Deze Tweede Engelse Oorlog leidde tot een golf van Britse complotten. Om deze tegen te gaan werd Downing het land uitgestuurd. De Witt liet Willem tot Kind van Staat verklaren, nam dus de opvoeding over, en verwijderde alle pro-Engelse elementen uit de omgeving van de prins. Willem, van zijn meest intieme vrienden beroofd, werd hierdoor een persoonlijke vijand van de raadpensionaris.
Ondanks aanvankelijke Engelse successen — Van Obdam sneuvelde in de Slag bij Lowestoft en werd opgevolgd door De Ruyter — verliep op den duur de oorlog steeds slechter voor Karel, die in enorme geldnood kwam. De Republiek investeerde echter zes miljoen gulden in een nieuwe moderniseringsronde voor de vloot, waarvan de kern geheel door zwaardere schepen werd vervangen. Karel bood verschillende malen vredesvoorwaarden aan; één daarvan was steeds dat Willem als toekomstig stadhouder werd aangewezen. Zo wekte hij bij de orangisten de indruk als zou de oorlog in feite slechts gaan tegen het Staatse bewind. In werkelijkheid interesseerde het lot van zijn neefje hem weinig. De Witt sloot een coalitie met Frankrijk tegen Engeland. In juli 1666 werd de Engelse vloot door De Ruyter verslagen tijdens de Vierdaagse Zeeslag. In augustus werd de zeer populaire orangistische admiraal Cornelis Tromp ontslagen omdat De Ruyter hem verweet dat hij met zijn eskader de hoofdmacht van de vloot niet bijgestaan had toen die flink in het nauw kwam tijdens de Tweedaagse Zeeslag. De binnenlandse spanningen liepen hoog op. Door een vreemd toeval wist De Witt de situatie plots in zijn voordeel te beslechten. Een Frans edelman in dienst van Willem, Buat, werd door Karel gebruikt als tussenpersoon met De Witt en kreeg van hem de opdracht een nieuw vredesvoorstel te overhandigen. Bij vergissing reikte Buat echter de geheime Engelse instructies aan voor een orangistische samenzwering tegen De Witt. Buat werd gearresteerd en ter dood veroordeeld; de samenzweerders — waaronder de zwager van Tromp — vluchtten naar Engeland. Voor een korte periode durfde niemand zich prinsgezind te tonen. Begin 1667 was Karel zowat bankroet en kon geen oorlogsvloot meer laten uitvaren. Met de Tocht naar Chatham, het meest spectaculaire maritieme succes uit de Nederlandse militaire geschiedenis waarbij de hoofdmacht van de Engelse vloot in een gewaagde aanval in zijn marinebasis vernietigd werd, dwong de Republiek de Engelsen de Vrede van Breda te tekenen. Cornelis de Witt, de broer van Johan, was op die expeditie meegegaan om een deel van de roem aan het Staatse regime te laten toekomen. Engeland had bijna geen enkel oorlogsdoel bereikt. Het werd weliswaar toegestaan dat Nieuw-Nederland (New York) voorlopig feitelijk bezit bleef van Engeland, maar daar stond tegenover dat de Republiek het in 1667 veroverde Suriname — een kolonie die wél winst maakte — niet hoefde te ontruimen. Over Willems toekomstige positie werd niets vastgelegd.

## Nieuwe dreigingen
Op het eerste gezicht leek het alsof De Witt een compleet succes geboekt had. De vloot van de Republiek was nu de sterkste ter wereld, de handel herstelde zich snel van de oorlogsverliezen en in 1667 namen de Staten van Holland het Eeuwig Edict aan waarin bepaald werd dat niemand tegelijkertijd de functie van stadhouder en kapitein-generaal zou mogen bekleden. Willem kon dus niet zowel hoogste ambtenaar als legerbevelhebber worden. In werkelijkheid waren dit slechts schijnoverwinningen. Lodewijk XIV van Frankrijk had als persoonlijke ambitie om ieder stuk grond dat ooit aan de Franse kroon of zijn huis had toebehoord weer onder zijn macht te brengen. Hij begon in 1667 de Devolutieoorlog om de Spaanse Nederlanden te veroveren. Nog terwijl hij een bondgenoot van de Republiek was in de Tweede Engelse Oorlog had hij de geldnood van Karel gebruikt om deze met subsidies tot een eerste geheim verdrag te verleiden. Karel had hierom de vredesonderhandelingen in Breda gerekt in de hoop dat de Franse opmars in Vlaanderen gunstige voorwaarden zou opleveren. Toen De Witt zijn vloot liet vernietigen, beschouwde Karel dat als een lage streek en hij zwoer wraak. De Republiek kon zich op dit moment slechts internationaal handhaven door Frankrijk tegen Engeland uit te spelen maar dat spel begon nu te mislukken. De Nederlanders hadden altijd Gallum amicum, non vicinum ("De Fransoos is een goede vriend maar een slechte buur") als adagium gehad en vreesden de uitbreiding van Frankrijk. In 1668 sloot De Witt de Triple Alliantie met Zweden en Engeland tegen Frankrijk om de Fransen te dwingen de Devolutieoorlog te beëindigen. Lodewijk was woest — wat precies de reden was geweest voor Karel om de alliantie aan te gaan. In 1670 sloten de beide gekrenkte monarchen het geheime Verdrag van Dover, een plan om die brutale Republiek van kooplui een lesje te leren en daarmee meteen flink wat geld in het laatje te brengen. Ze wilden de Republiek vernietigen en een Hollandse rompstaat creëren, een prinsdom met Willem als soeverein prins.
Ondertussen werden de prinsgezinden steeds roeriger. De naderende volwassenheid van Willem maakte het probleem van zijn toekomstige positie steeds dringender — en het werd voor velen ook steeds vanzelfsprekender om de prins zo te behandelen als ware hij reeds stadhouder. Die houding was zo algemeen dat de opgang van Willem niet meer te stuiten leek en de meeste regenten kozen nu eieren voor hun geld. In 1667 lukte het De Witt nog om alle Hollandse regenten op een na een eed te laten afleggen om het Eeuwig Edict te handhaven, maar eind 1668 reisde Willem in het geheim naar Middelburg, waar hij door de Staten van Zeeland in hun midden ontvangen werd als Eerste Edele, het hoofd van de adellijke delegatie in die Staten. Meteen daarna verklaarden zijn voogden Willem meerderjarig, wat gedoogd werd, hoewel het eigenlijk illegaal was, omdat hij nog geen 23 was. In 1670 werd Willem lid van de Raad van State, het generaliteitsorgaan dat de defensiebegroting opmaakte en goedkeurde; De Witt probeerde nog Willems positie te beperken tot die van waarnemer en adviseur maar de prins kreeg vol stemrecht.

## Einde van het Eerste Stadhouderloze Tijdperk

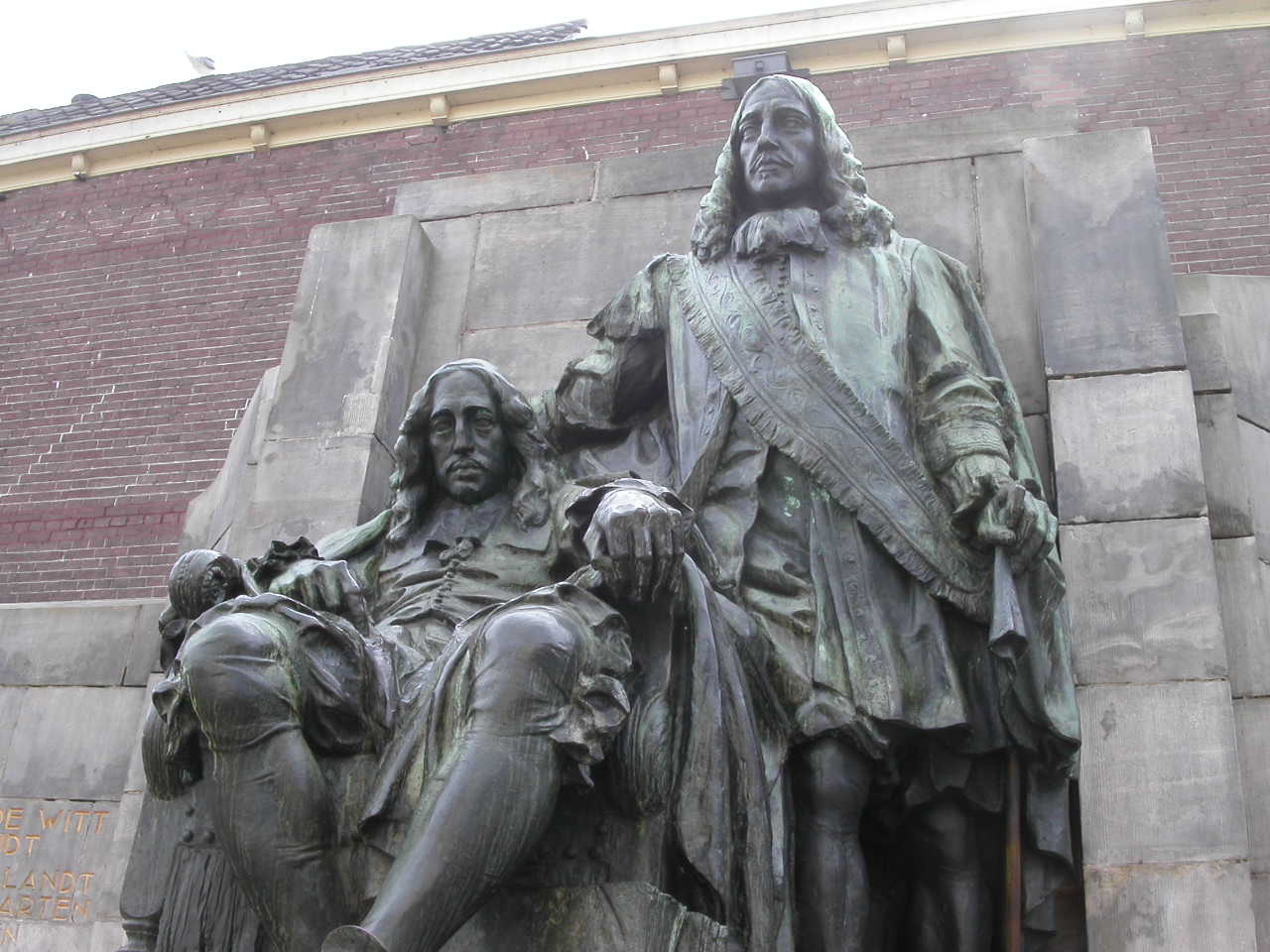
Standbeeld van Johan (links) en Cornelis de Witt in Dordrecht

In de loop van 1671 werd de internationale toestand steeds dreigender. De Witt ging te veel af op zijn diplomaten in Engeland en Frankrijk die om de tuin geleid werden met allerlei geruststellende informatie van de Franse en Engelse regering. Hij had ook persoonlijk moeite te geloven dat de beide landen hun onderlinge geschillen zo eenvoudig opzij zouden kunnen zetten. Zelf was hij daarom traag met het nemen van tegenmaatregelen. Ondertussen gonsde het van de oorlogsgeruchten en werden de voorbereidingen steeds duidelijker. De Nederlandse vloot was in een goede toestand en gebruikte het jaar 1671 om de geoefendheid op een uitstekend peil te brengen. Het leger kon echter door de jarenlange verwaarlozing zijn gevechtskracht niet snel vergroten. Er werden wel veel huurlingen aangetrokken, maar daarvan kon niet in korte tijd een samenhangende strijdmacht gesmeed worden. Een ander probleem was dat de toen sterk orangistische provincie Zeeland dwars begon te liggen bij het goedkeuren van grotere defensiebudgetten, puur om het De Witt moeilijk te maken.
In deze omstandigheden vonden velen het gewenst om Willem alvast tot Kapitein-Generaal te benoemen, ondanks zijn jeugdige leeftijd en onervarenheid. De Staten van Utrecht kwamen 15 december 1671 het eerst met dit voorstel. Holland probeerde zijn aanstelling nog te beperken tot de onverhoopte campagne van de zomer van 1672, maar moest op 25 februari 1672 een compromis toestaan: na die campagne zou Willem vast benoemd worden.
Volgens het Eeuwig Edict betekende dit dat Willem niet tegelijkertijd stadhouder kon zijn. De prins probeerde nu buitenlandse druk te gebruiken om toch het stadhouderschap te verwerven. Hij schreef zijn oom Karel een brief waarin hij aanbood van de Republiek een trouw bondgenoot van Engeland te maken, als Karel met Frankrijk brak en de Staten-Generaal dwong om Willem tot stadhouder van zo veel mogelijk provincies te laten benoemen. Karel ging hier echter niet op in.
In de zomer van 1672, het laatste jaar van het Eerste Stadhouderloze tijdperk, voltrok zich wat dit jaar de geschiedenis zou doen ingaan als rampjaar. Engeland zegde het Drievoudig Verbond op en Zweden, omgekocht met de belofte van Franse subsidies, verklaarde zich afzijdig. De Republiek kreeg oorlog met vier landen: Frankrijk en Engeland, maar ook de bisdommen Keulen en Münster. Gezamenlijk vielen zij de Republiek aan. Lodewijk paste een gedurfde strategie toe. In plaats van door de Spaanse Nederlanden op te rukken bewoog hij zijn leger door het bisdom Luik, liet de machtige vesting Maastricht links liggen en viel langs de Rijn in juni Gelderland binnen. De onderbemande vestingen langs de Rijn vielen snel en een Franse oversteek de Betuwe in deed Willems toch al kleine veldleger uiteenvallen: de Overijsselse troepen werden naar de IJsselsteden teruggetrokken waarna Overijssel zich snel aan de Münsterse bisschop Bernard von Galen overgaf. Willem werd de toegang tot de stad Utrecht ontzegd en ook die provincie gaf zich over aan de Fransen. De Franse opmars leidde tot een algemene paniek. Rijke burgers ontvluchtten met hun bezittingen de steden waar een algeheel oproer uitbrak. De Witt raakte bij een aanslag op 25 juni zwaargewond, zodat hij zijn functie voorlopig moest neerleggen, en zijn broer werd gevangengenomen op beschuldiging van een moordcomplot tegen Willem. De vroedschappen verklaarden zich alle voor Oranje. Op 4 juli werd Willem tot stadhouder van Holland benoemd, op 15 juli van Zeeland. Ondertussen had men, met Willems goedkeuring, al een delegatie naar Lodewijk gestuurd om zich tegen elk aannemelijk aanbod over te geven.
Nu de overwinning zeker leek, begon het Engelse en Franse bondgenootschap de eerste scheuren te vertonen. Beide landen waren weliswaar een verdelingsplan overeengekomen, maar hoopten door aparte overeenkomsten met de Hollanders en Zeeuwen de greep op de Nederlanden van hun bondgenoot voortaan zo veel mogelijk te beperken. Lodewijk liet zijn opmars tot stilstand komen. Hij meende de vrees voor de Engelsen, die strategische punten bij de Nederlandse zeegaten, zoals Walcheren, Brielle en Delfzijl, permanent wilden gaan bezetten, te kunnen gebruiken om de Republiek zo veel mogelijk geld af te persen. Door de onderhandelingen met Frankrijk kreeg het volk de indruk dat de regenten het land aan de Fransen wilden verraden. Karel speelde hierop in door Lord Arlington naar Willem te sturen met het voorstel te capituleren; in ruil zou hij tot Soeverein Prins van Holland worden uitgeroepen, welk prinsdom een Brits protectoraat zou vormen, door deze ingreep gered van de Fransen. Toen Arlington op 5 juli bij Willem in Nieuwerbrug aankwam, op zijn reis vanaf Den Briel alom door de bevolking toegejuicht, wachtte hem echter een teleurstelling, want de prins ging niet op het aanbod in. Hij had de lange duur van de besprekingen met Lodewijk, noodzakelijk vanwege de ingewikkelde staatsvorm van de Republiek, gebruikt om de Waterlinie onder te laten lopen; op 7 juli waren alle inundaties voltooid en was althans Holland veilig voor een verdere Franse opmars.
Willem had de Britse hulp nu militair niet meer nodig, maar hij zou de Britten wel gebruiken om zijn interne machtspositie te verstevigen. Johan de Witt was herstellende en zou weldra zijn positie als raadpensionaris weer kunnen innemen en zo zijn oude macht weer herstellen, zodat het Staatse regime de facto voortgezet zou worden, al was er nu dan de jure een stadhouder. Willem was echter niet van plan de tweede viool te  spelen. Om dit te voorkomen publiceerde hij op 15 augustus een brief van zijn oom Karel waarin deze aangaf dat het enige obstakel voor vrede het aanblijven van De Witt en zijn factie was. Willem wist dat dit onzin was maar de bevolking geloofde erin en opnieuw kwam het tot een groot oproer in de steden. Zulke ongeregeldheden waren echter nog te ongericht. Vrienden van Willem smeedden een complot om de raadpensionaris te laten vermoorden. Een ideale gelegenheid deed zich voor toen Cornelis de Witt verbannen werd vanwege zijn vermeende moordcomplot tegen Willem. Een menigte werd opgehitst om zijn vertrek uit de Gevangenpoort in Den Haag te voorkomen. Legereenheden die de orde handhaafden werden teruggetrokken. Toen Johan de Witt zijn broer Cornelis in de gevangenis bezocht, gaf Cornelis Tromp de burgerwacht van Hendrik Verhoeff het sein de moord te gaan plegen. De broers werden uit het gebouw gesleurd en op straat doodgeschoten. Hun lijken werden daarna door de bevolking onteerd op de wijze voor verraders gebruikelijk. Of Willem direct bij het complot betrokken was, is nog steeds omstreden. Hij beloonde in ieder geval de daders.
Willem was daarmee onbetwist stadhouder van Holland en Zeeland, maar het zou even duren voordat hij die positie ook in de andere drie voorheen stadhouderloze provincies zou verkrijgen. Holland zou lang een belegerd gebiedje blijven met in het oosten het Franse leger aan de Waterlinie. Michiel de Ruyter wist met drie overwinningen de Engels-Franse vloot te beletten een landing uit te voeren aan de westkant. Doordat Breda en 's-Hertogenbosch niet vielen, bleef er contact met de Habsburgse bondgenoten in de Spaanse Nederlanden. Ondanks hun verovering van Maastricht in 1673, lukte het de Fransen niet hun aanvoerlijnen zeker te stellen. Vanaf eind 1673 begonnen ze zich langzaam uit de Republiek terug te trekken. Dit riep de vraag op wat men moest doen met het "bevrijde" Utrecht, Gelderland en Overijssel, provincies die vrij enthousiast met de Fransen hadden samengewerkt. De nieuwe raadpensionaris Gaspar Fagel stelde voor er maar bezette Generaliteitslanden van te maken. De prins wees dit echter af; hij verkreeg de volmacht van de Staten-Generaal om in de Staten van de drie provincies zijn volgelingen aan te wijzen. In 1674 werd hij benoemd tot erfelijk stadhouder van Utrecht. In 1675 werd hij stadhouder van Gelderland en Overijssel, zodat ook daar het Stadhouderloos Tijdperk voorbij was. Bijna werd hij ook nog benoemd tot hertog van Gelre en graaf van Zutphen, maar grote ontsteltenis in Holland en Zeeland bij het vernemen van die plannen deed Willem van die soevereine titels afzien.
Het einde van het Eerste Stadhouderloze Tijdperk hield geen enorme sociale omwenteling in. Nadat in 1672 wat sociale spanningen waren afgereageerd, bleef alles min of meer hetzelfde. De steun voor Willem III vanuit het volk werd dus niet beantwoord door dat volk meer macht of welvaart te geven. Het bewind werd juist wat meer autocratisch doordat de persoonlijke invloed van Willem door zijn ambt van stadhouder vergroot werd; ook die invloed werd echter weer niet aangewend om iets te verbeteren of hervormen. De enigen die profiteerden waren de persoonlijke vrienden van de stadhouder die nu de beste baantjes kregen en zelf regent werden. Die nieuwe posities werden volop uitgebuit voor zelfverrijking. Willem greep zelden in behalve als er al een schandaal was ontstaan. De dempende invloed op corruptie die De Witt had uitgeoefend viel dus weg en fraude en zelfs afpersing door de autoriteiten namen sterk toe. Ook het buitenlandse beleid van Willem bleek weinig gelukkig en leidde tot sterk stijgende belastingen vanwege de vele dure oorlogen tegen Frankrijk en de Glorieuze Revolutie; de invasie van Engeland. Toen Willem in 1702 stierf zonder directe erfgenaam was er dan ook weinig verzet tegen een Tweede Stadhouderloze Tijdperk.